# Kanli
Kanli (gr. Κανλί, tur. Kanlıköy) – wieś na Cyprze, w dystrykcie Nikozja.